# Necronomicon (kanadische Band)
Necronomicon (gelegentlich auch NecronomicoN geschrieben) ist eine kanadische Black- und Death-Metal-Band aus Montreal, die im Jahr 1991 gegründet wurde.

## Geschichte
Die Band wurde im Jahr 1991 gegründet und bestand aus dem Sänger und Gitarristen Rob „The Witch“ Tremblay, der Bassistin Catherine und dem Schlagzeuger Jean-Francois Boucher. Kurz darauf veröffentlichte die Gruppe ihr erstes Demo Morbid Ritual. Aufgrund von mehreren Besetzungswechseln um Tremblay verzögerte sich die Veröffentlichung des nächsten Tonträgers auf das Jahr 2006, die als EP The Silver Key erfolgte, die von Pierre Rémillard produziert und in den Victory Studios aufgenommen wurde. Danach spielte die Gruppe auf verschiedenen Festivals, wie dem Milwaukee Metalfest und dem Montreal Metalfest, und auch als Vorband für Gruppen wie Mercyful Fate oder Cradle of Filth. Im Jahr 1999 erschien über Hypnotic Records das Debütalbum Pharaoh of Gods, das in den Peter Pan Studios aufgenommen worden war. Nach der Schließung von Hynotic Records, wurde das Album im Jahr 2002 bei Unique Leader Records wiederveröffentlicht. Im Herbst 2002 ging die Band auf Tour durch Kanada zusammen mit Kataklysm und Blood of Christ. Das zweite Album schloss sich im Jahr 2003 unter dem Namen The Sacred Medicines an. Erst im Jahr 2009 begab sich die Band ins Studio, um ihr nächstes Album aufzunehmen, das als The Return of the Witch erschien. Die Gruppe bestand mittlerweile neben Tremblay aus dem Bassisten Diego Rodriguez und dem Schlagzeuger Rick. Auf dem nächsten Album Rise of the Elder Ones, das im Jahr 2013 über Season of Mist erschien, war Armaros als neuer Bassist enthalten.

## Stil
Laut laut.de spiele die Band eine Mischung aus Black- und Death-Metal. Pharaoh of Gods biete Death Metal im Stil von Morbid Angel. Auf The Sacred Medicines sei Necronomicon  atmosphärischer und melodischer geworden, ohne dabei ihre Death. und Black-Metal-Wurzeln verloren zu haben. In seiner Rezension im Metal Hammer zu The Return of the Witch gab Thomas Strater an, dass die Band zwischen Acheron, Samael und Behemoth einzuordnen sei. Der Gesang sei zwar harsch, aber verständlich. Die Riffs würden sich von „düster sirrend über brutal peitschend bis hin zu thrashigen Ausflügen“ bewegen. Zudem sei das schnelle Schlagzeugspiel mit schnellem Doublebass und die „Song-dienliche[n] Akzente auf den Becken“ charakteristisch, was erneut an Behemoth erinnere.

## Diskografie
- Morbid Ritual (Demo, 1992, Eigenveröffentlichung)
- The Silver Key (EP, 1996, Eigenveröffentlichung)
- Pharaoh of Gods (Album, 1999, Hynotic Records)
- The Sacred Medicines (Album, 2003, Skyscraper Music)
- The Return of the Witch (Album, 2010, Napalm Records)
- Rise of the Elder Ones (Album, 2013, Season of Mist)